# Crocchè
Les crocchè (prononcé : [krokˈkɛ] du français « croquettes ») sont un plat typique de la cuisine napolitaine et sicilienne. Il dérive des croquettes françaises introduites dans la région au XVIIIe siècle.
Populaires en Campanie,,, les Pouilles, la Calabre et la Sicile, ils sont faits à base de pomme de terre et d'œuf.

## Caractéristiques
La pâte est mise en forme de croquettes ovales allongées, qui sont frites après avoir été panées dans la chapelure. Pour rendre la pâte plus consistante, la tradition napolitaine demande que les pommes de terre soient écrasées à l'aide d'une fourchette. Les crocchè peuvent être préparées à la maison, mais sont aussi un produit typique de la cuisine de rue dans le sud de l'Italie, vendues par les friggitoria (friteries), à l'instar d'autres fritures de rue, comme les pastacresciute, sciurilli, scagliozzi, tranches d'aubergine frites et boulettes de riz (arancini).
C'est une spécialité répandue à Naples, ainsi qu'en Sicile, en particulier à Palerme, où on utilise du lait à la place des œufs et où on ajoute à la pâte des feuilles de menthe. À Naples et à Lecce, elles portent souvent le nom de panzarotti (qui désigne aussi dans d'autres régions italiennes un type de calzone), tandis qu'à Palerme, on les appelle cazzilli (en référence à leur forme considérée comme phallique par les Palermitains).
On peut aussi les préparer avec de la purée de pommes de terre traitée de la même manière. Dans le Piémont, cette version est appelée subric.